# Dendroma
Genre
Dendroma est un genre de passereaux de la famille des Furnariidae. Ses deux espèces sont présentes en Amérique du Sud.

## Liste des espèces
D'après la classification de référence (version 14.1, 2024) du Congrès ornithologique international (ordre phylogénique) :
- Dendroma erythroptera (Sclater, PL, 1856) – Anabate à ailes rousses
- Dendroma rufa (Vieillot, 1818) – Anabate roux

## Classification
Le nom valide complet (avec auteur) de ce taxon est Dendroma Swainson, 1837.